# Louredo (Santa Marta de Penaguião)
Louredo ist ein Ort und eine ehemalige Gemeinde (Freguesia) im portugiesischen Kreis Santa Marta de Penaguião. Die Gemeinde hatte 426 Einwohner (Stand 30. Juni 2011).
Am 29. September 2013 wurden die Gemeinden Louredo und Fornelos zur neuen Gemeinde União das Freguesias de Louredo e Fornelos zusammengeschlossen.